# Azoryna Vidala
Azoryna Vidala (Azorina vidalii (H.C.Watson) Feer) – gatunek rośliny wieloletniej z rodziny dzwonkowatych. Należy do monotypowego rodzaju azoryna Azorina. Jest endemitem archipelagu Azory na Atlantyku. W naturze rośnie mniej niż tysiąc okazów tego gatunku, najczęściej na skalistych klifach, żwirowych i piaszczystych plażach, na skałach wulkanicznych, także w pobliżu osad ludzkich. Jest gatunkiem zagrożonym w skali globalnej. W klimacie ciepłym roślina bywa uprawiana jako ozdobna i kolekcjonerska.

## Morfologia

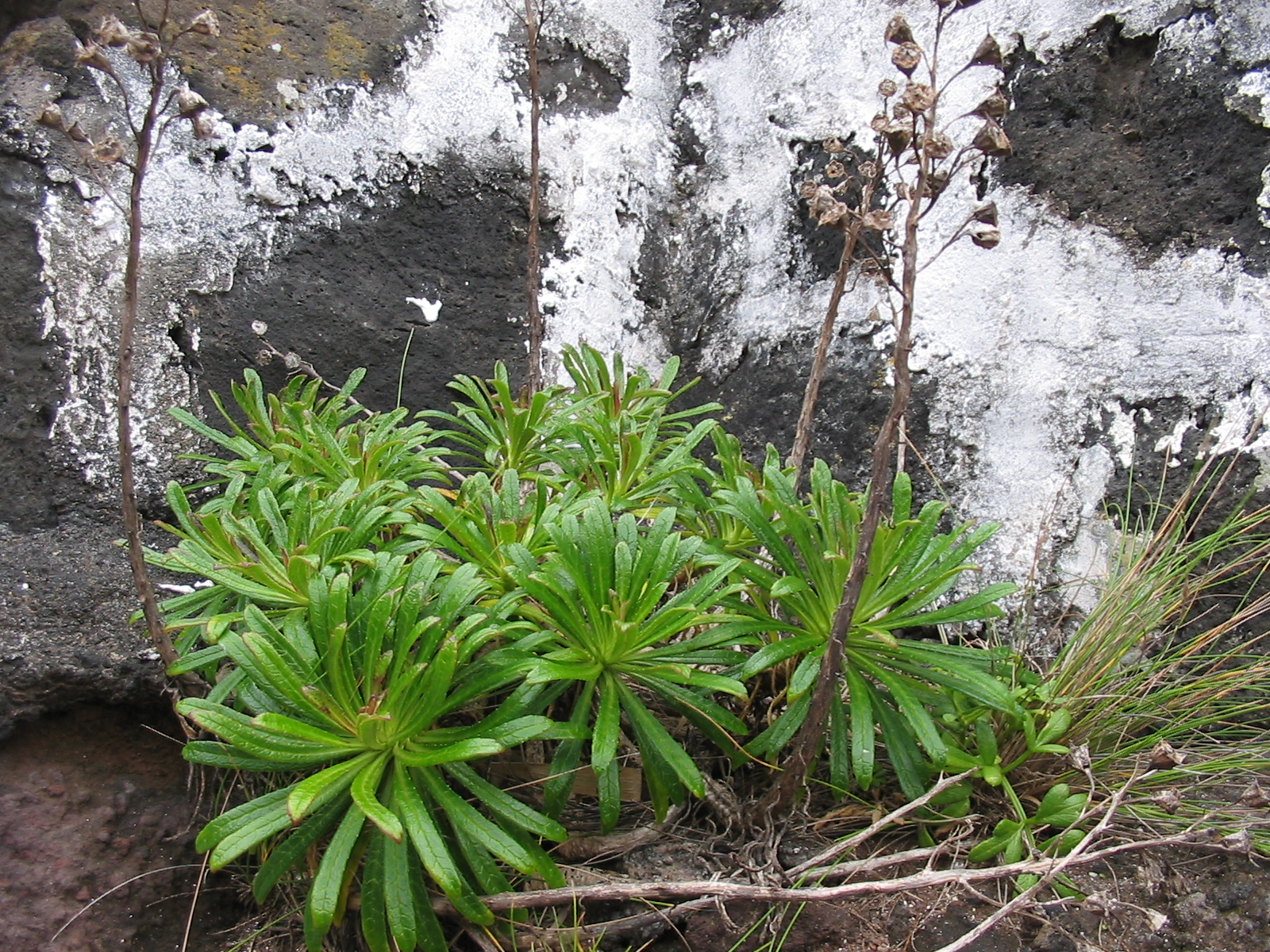
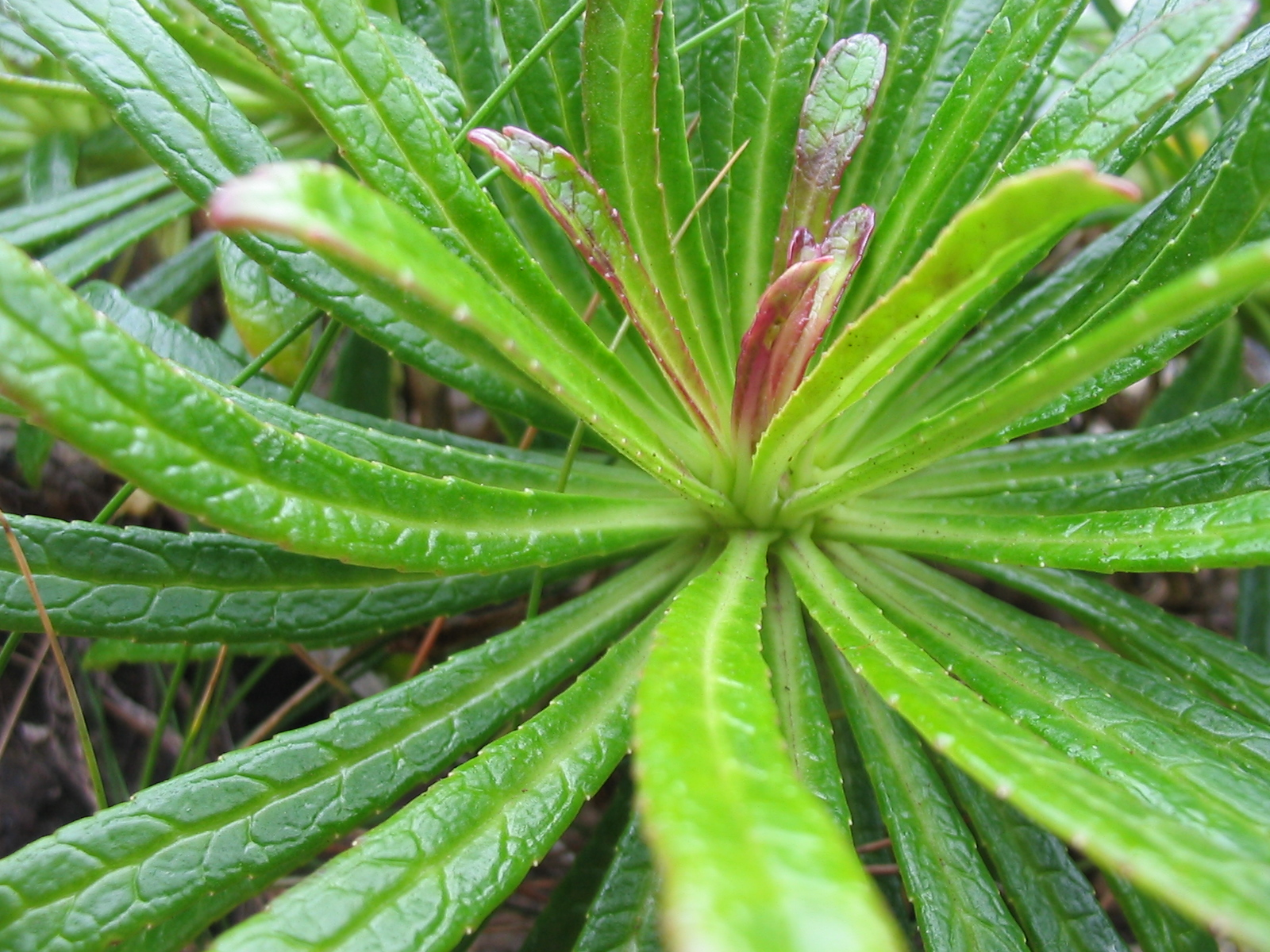
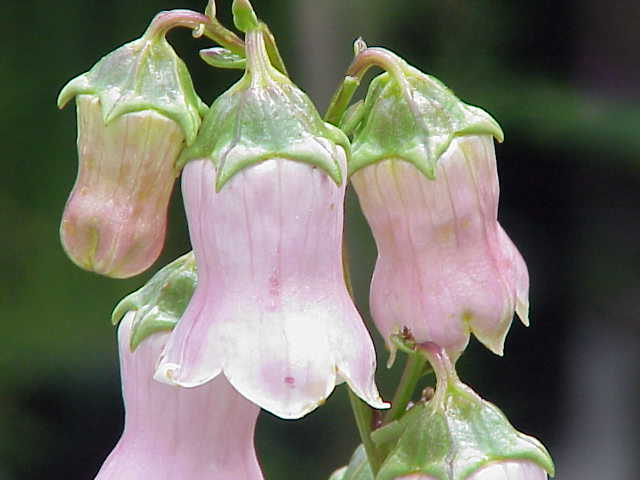

Pokrój i liścieKrzew o pędach zdrewniałych, pokrytych liśćmi zimozielonymi, skupionymi na ich końcach. Pędy ulistnione osiągają zwykle do 0,3 m. Liście podłużne osiągają 3–8 cm długości i 0,3–0,8 cm szerokości. Blaszka może być całobrzega, ząbkowana lub głębiej wcinana.
KwiatyPędy kwiatostanowe osiągają do 2 m wysokości i zakończone są groniastymi kwiatostanami. Korona jest dzwonkowata, w środku nieco przewężona, o długości 2,5–3,5 cm, zakończona trójkątnymi łatkami. Kwiaty mają kolor od białego do różowego. Pręcików jest 5, słupek zakończony jest trójłatkowym znamieniem.
OwoceTorebki.

## Biologia
Roślina wieloletnia. Kwitnie w czerwcu i lipcu. Kwiaty zapylane są przez owady. Nasiona dojrzewają od lipca do sierpnia.

## Systematyka i ewolucja
Gatunek należy do monotypowego rodzaju Azorina Feer, Bot. Jahrb. Syst. 12: 611. 23 Dec 1890. Rodzaj należy do podrodziny Campanuloideae w obrębie rodziny dzwonkowatych Campanulaceae. Jest blisko spokrewniony z rodzajem dzwonek Campanula, do którego pierwotnie został zaliczony przez autora pierwszego naukowego opisu – Hewetta Cottrella Watsona w 1844. Jest jednym z licznych w rodzinie dzwonkowatych przykładów wyewoluowania roślin zdrewniałych pochodzących od zielnych przodków kontynentalnych (inne przykłady to Canarina canariensis z Wysp Kanaryjskich i rodzaj Brighamia z Hawajów). Ewolucja pierwotnie zielnych kolonizatorów wysp w kierunku roślin zdrewniałych następowała w wyniku braku lub niewielkiej konkurencji innych roślin na zasiedlanych wyspach. Zasiedlenie Azorów przez przodka tego gatunku nastąpiło około 4,2 miliona lat temu. Azorina jest najbliżej spokrewniona z grupą 22 gatunków przedstawicieli rodzaju Campanula tworzących klad afrykańsko-makaronezyjski (stanowi dla nich grupę siostrzaną).

## Zagrożenia i ochrona
Gatunek zagrożony jest od dawna, przy czym pierwotnie głównie przez nadmierne pozyskanie na potrzeby upraw kolekcjonerskich. Współcześnie podstawowe zagrożenia to konkurencja gatunków inwazyjnych, przekształcanie i degradacja siedlisk związana z urbanizacją i rozwojem turystyki. Niewielkie, izolowane populacje narażone są na zniszczenie z powodu osuwisk i sztormów.

## Zastosowanie i uprawa
Gatunek uprawiany jest jako kolekcjonerska roślina ozdobna, ale tylko w klimacie ciepłym (nie znosi temperatur poniżej 0 °C) lub w szklarniach.
Liście są jadalne i cenione dla słodkiego smaku, zalecane do sałatek. Przy zbiorze liści należy ostrożnie je pozyskiwać (np. tylko z jednej strony pędu) i nie wolno uszkodzić wierzchołka pędu, bowiem powoduje to jego obumarcie.
Roślina jest wrażliwa na mróz i może być uprawiana tylko w 9 strefie mrozoodporności. Wymaga stanowiska słonecznego oraz gleby wilgotnej i przewiewnej.